# 扎比内·布劳恩
扎比内·布劳恩（德語：Sabine Braun，1965年6月19日—），德国女子田径运动员。她曾代表西德、德国参加1984年、1988年、1992年、1996年和2000年夏季奥林匹克运动会田径比赛，其中1992年奥运会获得一枚铜牌。